# أونودومون

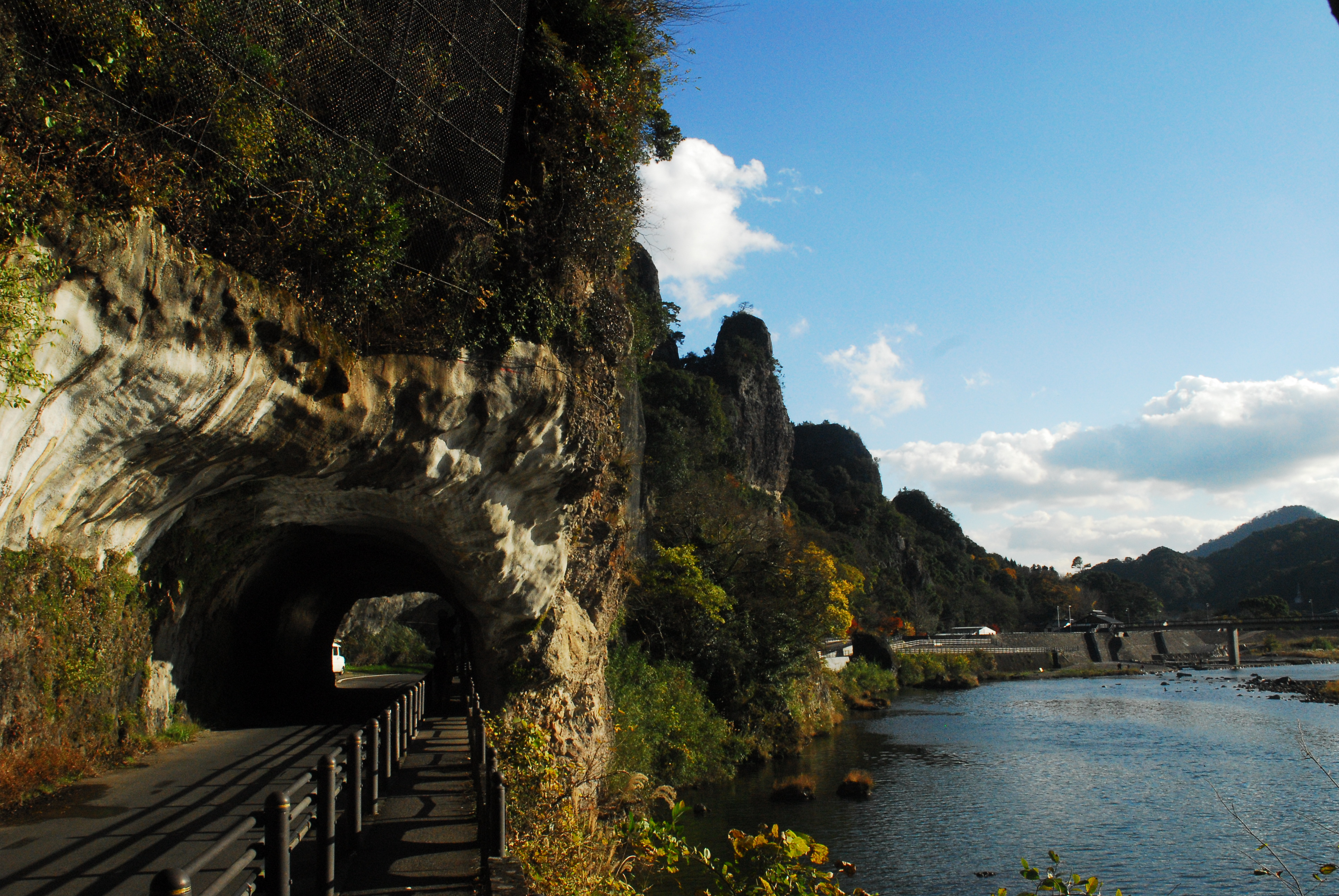

أونودومون (باليابانية: 青の洞門) تعني حرفياً «النفق الأزرق» هو معلم سياحي يقع في مدينة ناكاتسو محافظة أويتا، اليابان.
تقول الحكاية أن الناس قبل إنشاء النفق كانوا يتسلقون فوق المنحدرات للوصول إلى ضريح العبادة، وكان الطريق خطرا جدا حتى أن معظم الناس فقدوا أرواحهم أثناء عبورهم. وفي فترة إيدو، كان هناك راهب بوذي يدعى «زيناكي» ارتكب جريمة قتل في شبابه، وقرر بناء معبر آمن يستخدمه الناس للعبور إلى الضريح للتكفير عن جريمته. بدأ بالحفر عند عمر 49 سنة واستغرق 30 عاما في حفر النفق الذي يبلغ طوله 185 مترا بيديه مستخدما مطرقة وإزميل.